# Boq
Boq (Skookum; u eng. množini Boqs), Boqs su veliki, dlakavi šumski divlji ljudi. U folkloru sjevernijih plemena, kao što je Bella Coola, boqi su zlonamjerna, opasna čudovišta koja mogu jesti ljude ili zlostavljati žene. Ali u verzijama ovih legendi Chinooka i Salishana, Boqi su ponekad prikazani kao dobroćudnija bića poput Sasquatcha kod Halkomelema. Ponekad se Boqi nazivaju i imenom "Skookum", što je riječ iz trgovačkog jezika Chinookog žargona koja znači "velik" ili "moćan". Ovo je ponekad izvor zabune, jer se "Skookum" u Chinook literaturi koristi za označavanje mnogih različitih vrsta moćnih bića, a ne samo za Boqove.